# 乌诺·瓦伦廷
乌诺·瓦伦廷（瑞典語：Uno Wallentin，1905年4月15日—1954年10月8日），生于哥德堡，瑞典前男子帆船运动员。他曾代表瑞典参加1936年夏季奥林匹克运动会帆船比赛，获得一枚银牌。